# Furano
Furano (富良野市; -shi) é uma cidade japonesa da subprovíncia de Kamikawa, na província de Hokkaido.
Em 2003 a cidade tinha uma população estimada em 25 521 habitantes e uma densidade populacional de 42,48 h/km². Tem uma área total de 600,83 km².
Recebeu o estatuto de cidade a 1 de Maio de 1966.

## Cidades-irmãs
- Schladming, Áustria
- Nishiwaki, Japão